# Kim Hui-seon
Kim Hui-seon (김희선?; Seul, 29 giugno 1973) è un ex cestista sudcoreano.

## Carriera
Con la Corea del Sud ha disputato i Campionati del mondo del 1998.